# Gare de Menars
Gare de Menars – przystanek kolejowy w Menars, w departamencie Loir-et-Cher, w Regionie Centralnym, we Francji.
Jest przystankiem kolejowym Société nationale des chemins de fer français (SNCF), obsługiwanym przez pociągi TER Centre, kursujące między Tours i Orleanem.